# Bujar Nishani
Bujar Nishani (født 29. september 1966, død 28. maj 2022) var en albansk politiker, der var Albaniens præsident fra 2012 til 2017. 
Nishani blev valgt til præsident 11. juni 2012 for en periode på fem år af det albanske parlamentet med et almindeligt flertal på 73 af 140 stemmer. I 2017 blev han afløst af Ilir Meta.

## Personligt liv
Bujar Nishani blev født i Durrës, Albanien i 1966. I 1988 dimitterede han fra det Skënderbej militære universitet i Tirana, i 1996 fortsatte han med masterstudier i Californien. I 2004 dimitterede han fra Universitetet i Tirana som jurist og byggede på med en master i Europastudier i 2005. Han var gift og havde to børn.
Nishani havde en autoimmun sygdom i leveren og fik COVID-19 i marts 2022. Han blev midlertidigt bedre, men den autoimmune sygdom spredte sig til lungerne. I april blev han fløjet til et hospital i Berlin, hvor han faldt i koma. Det stod klart, at han aldrig ville vågne op, og den 28. maj afbrød familien den livsopretholdende behandling.

## Politik
Bujar Nishani blev medlem af Partia Demokratike e Shqipërisë i 1991, efter kommunismens fald. Han arbejdede som chef for internationale forbindelser i forsvarsministeriet og senere som leder af kontoret for NATO-relationer i Udenrigsministeriet. I 1996 kom han tilbage som stabsmedlem af Forsvarsministeriet.
I 2004 blev han medlem af byrådet i Tirana.
Han vandt parlamentsvalget i 2005 i den 34. valgzone i hovedstaden og slog dermed ministeren for sikkerhed og politi, Igli Toska. Efter at have ledet den parlamentariske kommission for national sikkerhed, blev han valgt til indenrigsminister af premierminister Sali Berisha. I september 2009, efter endnu en valgsejr, blev han valgt til justitsminister. I 2011 erstattede han Lulzim Basha som indenrigsminister.
Da han blev valgt som præsident 12. juni 2012, gik han af som indenrigsminister.

## Eksterne links
- Wikimedia Commons har flere filer relateret til Bujar Nishani

| Politiske embeder      | Politiske embeder             | Politiske embeder        |
| ---------------------- | ----------------------------- | ------------------------ |
| Foregående: Bamir Topi | Albaniens præsident 2012–2017 | Efterfølgende: Ilir Meta |